# Ilex mucugensis
Ilex mucugensis är en järneksväxtart som beskrevs av Groppo. Ilex mucugensis ingår i släktet järnekar, och familjen järneksväxter. Inga underarter finns listade i Catalogue of Life.